# Liste der Straßennamen von Bad Mergentheim

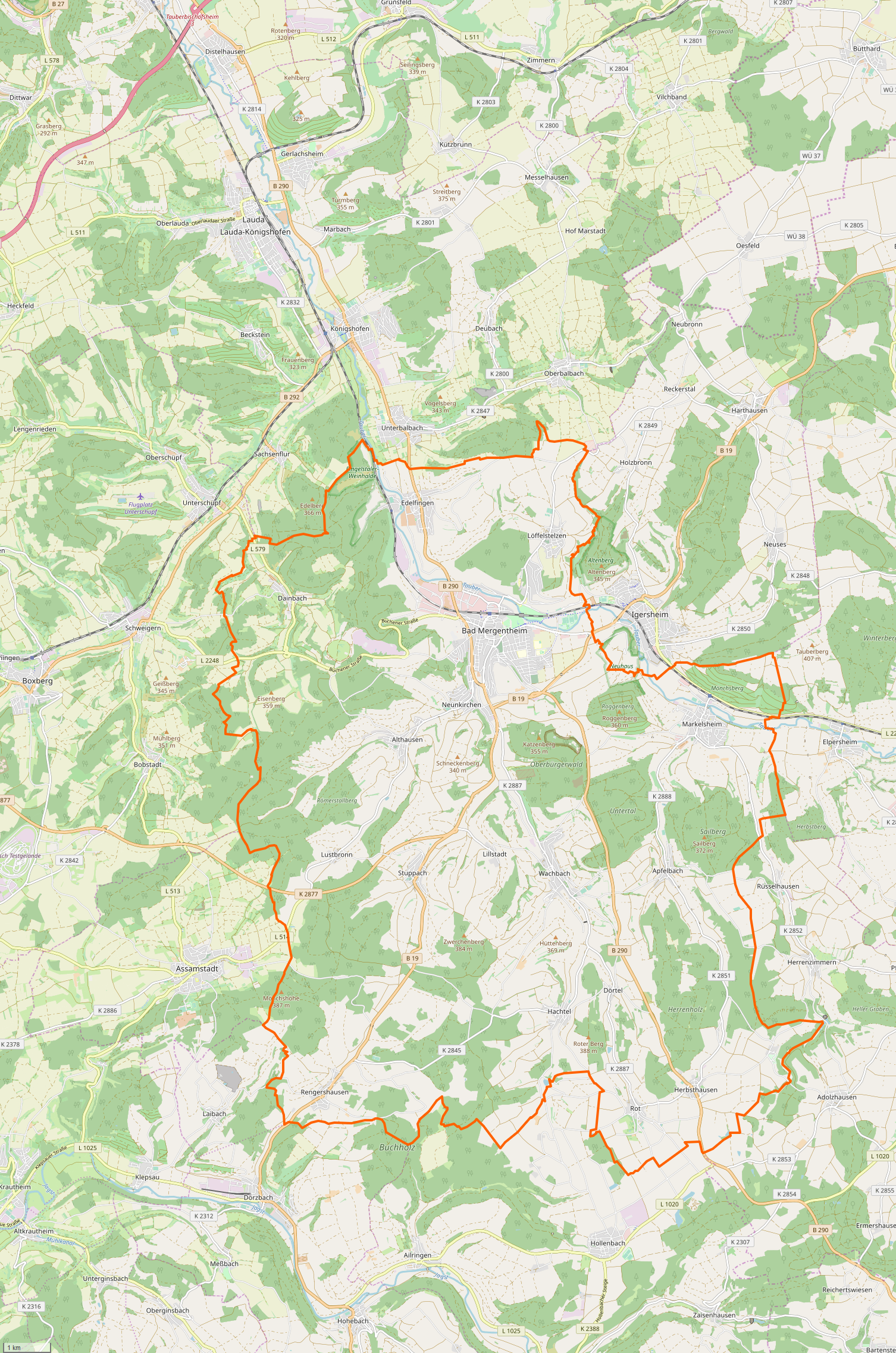
Gemarkung und Lage der Stadt Bad Mergentheim

Wappen der Stadt Bad Mergentheim

Diese Liste der Straßennamen von Bad Mergentheim zeigt die Namen der aktuellen und historischen Straßen, Gassen, Wege und Plätze der Stadt Bad Mergentheim und deren Stadtteile (Althausen, Apfelbach mit dem Gehöft Staatsdomäne Apfelhof, Bad Mergentheim-Stadt mit dem Wohnplatz Drillberg, Dainbach, Edelfingen, Hachtel, Herbsthausen, Löffelstelzen, Markelsheim, Neunkirchen, Rengershausen, Rot mit Dörtel und Schönbühl, Stuppach mit Lillstadt und Lustbronn und Wachbach) sowie deren Namensherkunft, Namensgeber oder Bedeutung, sofern bekannt. Im Zuge der Gebietsreform in Baden-Württemberg wurden zahlreiche Straßen umbenannt, da diese ansonsten doppelt vorgekommen wären.
Der Artikel ist Teil der übergeordneten Liste der Straßennamen im Main-Tauber-Kreis. Die Liste erhebt keinen Anspruch auf Vollständigkeit.
| Historische Straßennamen – Rad- und Wanderwege – Einzelnachweise – Weblinks |

## A
- Agnes-Schreiber-Straße

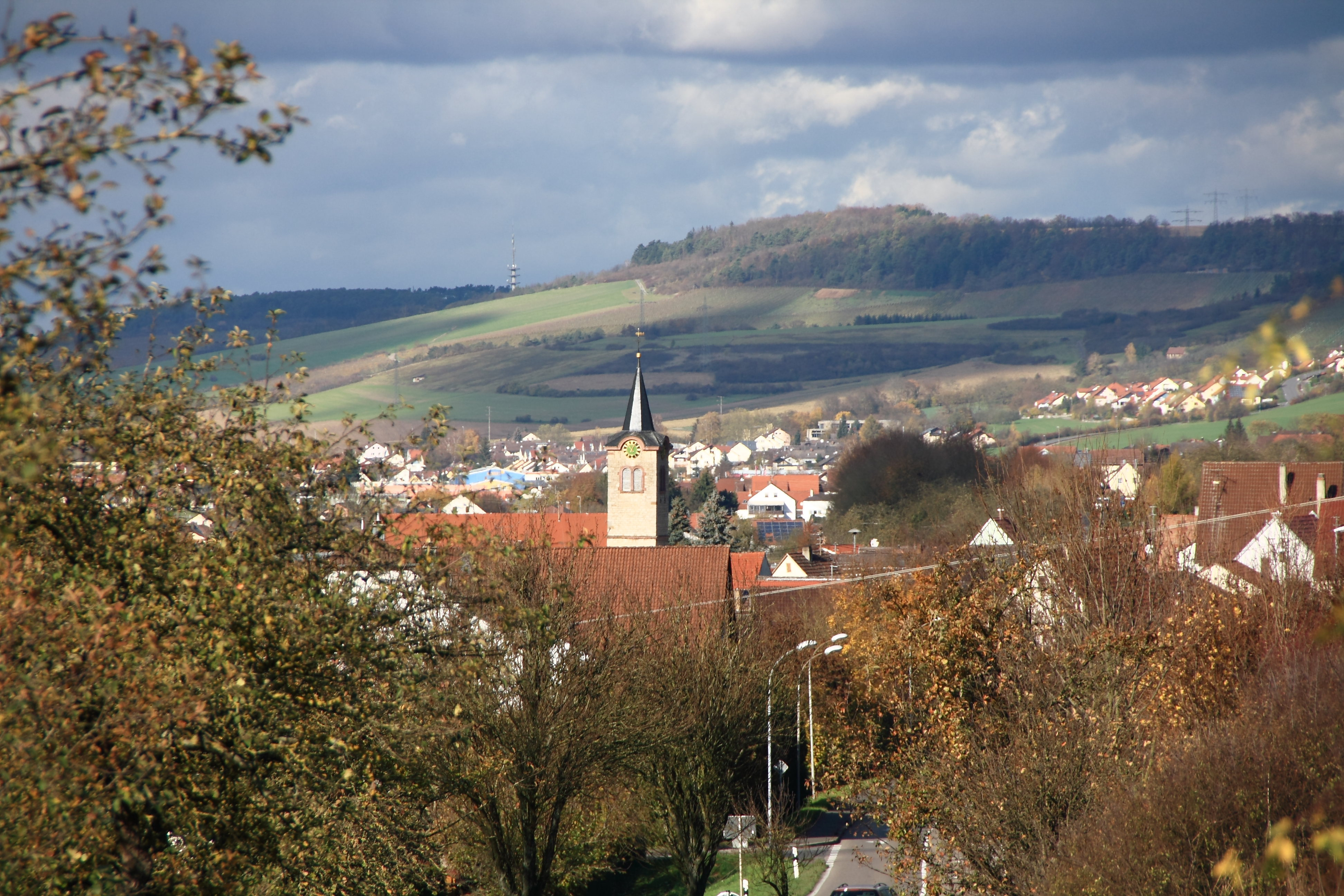
Evangelische Kirche Edelfingen, Alte Schulstraße 5

- Ailringer Straße – im Stadtteil Rengershausen
- Akazienweg
- Albert-Reuter-Straße
- Alemannenweg
- Alois-Greiner-Straße
- Alte Frankenstraße – im Stadtteil Edelfingen
- Alte Kaiserstraße – im Stadtteil Herbsthausen, als Durchgangsstraße, davor und danach als B 290
- Alte Mühlgasse – im Stadtteil Markelsheim
- Alte Schloßstraße – im Stadtteil Wachbach
- Alte Schulstraße – im Stadtteil Edelfingen
- Alte Würzburger Straße – im Stadtteil Löffelstelzen, als Durchgangsstraße in Richtung Würzburg, von Bad Mergentheim kommend zuvor als Löffelstelzer Straße
- Altenberg – im Stadtteil Edelfingen
- Alter Brandholzweg
- Alter Kaiweg
- Althäuser Straße – im Stadtteil Neunkirchen, in Richtung des Stadtteils Althausen
- Am Berg – im Stadtteil Apfelbach
- Am Bildstock
- Am Blumenberg – im Stadtteil Stuppach
- Am Eissee – Der namengebende Mergentheimer Eissee wurde an kalten Wintertagen über ein Wehr mit dem Wasser der Wachbach geflutet. Bis zum Jahre 1920 gewannen die örtlichen Bierbrauer dort ihr Eis für die Kühlung. Dafür wurden die Wiesen geflutet und Eisplatten gewonnen. Anschließend wurde das Eis dann entweder in Eiskeller gebracht oder direkt in den Braukellern eingelagert. Dort war es kalt genug, damit das Eis für die Bierkühlung bis zum Sommer gelagert werden konnte.[2]
- Am Felsenkeller
- Am Gottesacker – im Stadtteil Edelfingen
- Am Hang
- Am Krappenrain
- Am Schlehdorn – im Stadtteil Wachbach
- Am Sommerberg – am Wohnplatz Dörtel
- Am Taubergrund – im Stadtteil Edelfingen im Taubertal
- Am Uhlbachrain – im Stadtteil Rengershausen
- Amtsweg – im Stadtteil Edelfingen
- An der Bleichwiese – in der Kleinsiedlung Lustbronn
- Andreas-von-Grumbach-Straße – im Stadtteil Markelsheim
- Apfelbacher Straße – im Stadtteil Markelsheim, in Richtung des Stadtteils Apfelbach, nach dem Markelsheimer Ortsausgang als K 2888
- Apfelhof
- Apfeltalstraße – im Stadtteil Herbsthausen, nach dem Ortsausgang als K 2851 in Richtung des Stadtteils Apfelbach
- Arkau
- Arkaustraße
- Assamstadter Weg – im Stadtteil Rengershausen, in Richtung der Gemeinde Assamstadt
- Auf der Ebene – im Stadtteil Edelfingen
- Austraße

## B
- B 19
- B 290
- Bachgasse – im Stadtteil Markelsheim
- Bachstraße – im Stadtteil Hachtel
- Bad Mergentheimer Straße – im Stadtteil Markelsheim, in Richtung Bad Mergentheim
- Badener Weg – im Stadtteil Dainbach, benannt nach dem historischen Territorium Baden
- Badweg – von 1934 bis 1945 Horst-Wessel-Weg, benannt nach Horst Wessel
- Bahnhofplatz – von 1933 bis 1945 Adolf-Hitler-Platz, benannt nach Adolf Hitler
- Bahnhofstraße
- Balthasar-Neumann-Straße
- Bankstraße – im Stadtteil Hachtel
- Bannzaunweg – im Stadtteil Wachbach
- Beethovenstraße
- Beginenweg – im Stadtteil Neunkirchen
- Beim Braunstall
- Beim Ölsteg
- Berggasse – im Stadtteil Wachbach
- Bergstraße – im Stadtteil Edelfingen
- Bergweg – im Stadtteil Neunkirchen
- Bienenweg – im Stadtteil Althausen
- Bildstraße – im Stadtteil Markelsheim
- Bildweg – im Stadtteil Wachbach
- Binsengasse – im Stadtteil Dainbach
- Birkengäßle – im Stadtteil Hachtel
- Birkenweg
- Bismarckstraße
- Blautannenweg – im Stadtteil Althausen
- Blinde Steige – im Stadtteil Rengershausen
- Blumenstraße – im Stadtteil Wachbach
- Blumhoferstraße – im Stadtteil Stuppach
- Bobstadter Straße – im Stadtteil Althausen, in Richtung des Boxberger Stadtteils Bobstadt
- Borgomanero-Straße
- Boxberger Straße
- Brahmsstraße
- Brechdarrenweg – in der Kleinsiedlung Lustbronn
- Bregenzer Straße
- Breslauer Straße
- Brückenweinberg – im Stadtteil Markelsheim
- Brucknerstraße
- Brunnenweg – im Stadtteil Stuppach
- Buchener Straße
- Buchholzweg – im Stadtteil Wachbach
- Büchigweg – im Stadtteil Hachtel
- Bunkerweg
- Burgstraße
- Büttelsbergweg – im Stadtteil Rengershausen
- Büttnergäßle – im Stadtteil Edelfingen

## C
- Carl-Arnold-Straße – im Stadtteil Neunkirchen
- Clemens-August-Straße
- Contz-Bayr-Straße – im Stadtteil Edelfingen
- Cronbergstraße

## D
- Daimlerstraße
- Dainbacher Weg
- Dammstraße – am Wohnplatz Schönbühl
- Danziger Straße
- Darrweg – im Stadtteil Neunkirchen
- Dekan-Heinzmann-Straße – im Stadtteil Löffelstelzen
- Dellweg – im Stadtteil Dainbach
- Denni-Hoffmann-Straße
- Deutschordenplatz
- Dicke Erlen
- Dieselstraße
- Dietrich-Bonhoeffer-Weg – benannt nach dem Theologen Dietrich Bonhoeffer
- Digne-Les-Bains-Straße – benannt nach der südfranzösischen Gemeinde Digne-les-Bains, einer Partnerstadt von Bad Mergentheim
- Dorfstraße – im Stadtteil Wachbach, als Durchgangsstraße, davor und danach als K 2887
- Dornbuschweg
- Dörteler Bergstraße – im Stadtteil Hachtel in Richtung des Wohnplatzes Dörtel
- Dörzbacher Straße – im Stadtteil Rengershausen, als Durchgangsstraße in Richtung Dörzbach im Hohenlohekreis, davor und danach als B 19
- Dr.-Elmar-Mauch-Straße
- Dr.-Goll-Straße – im Stadtteil Althausen
- Dr.-Hofmann-Straße – im Stadtteil Markelsheim
- Dr.-Kahn-Weg
- Dr.-Maria-Birkenfeld-Weg
- Dr.-Schier-Straße
- Dr.-Schindler-Straße – im Stadtteil Markelsheim
- Drosselweg
- Dürre Äcker – im Stadtteil Wachbach

## E
- Edelfinger Straße
- Edith-Stein-Weg
- Eichendorffstraße
- Eichmühlweg – im Stadtteil Wachbach
- Eisenbergweg
- Else-Bofinger-Weg
- Engelsberg – im Stadtteil Markelsheim
- Engelsbergstraße – im Stadtteil Markelsheim
- Entengäßle
- Erich-Riehle-Straße – im Stadtteil Markelsheim
- Erlenbachweg
- Erlenstraße – im Stadtteil Wachbach
- Erpfentalstraße – im Stadtteil Wachbach
- Eselsweg – im Stadtteil Edelfingen
- Eulenbergstraße – im Stadtteil Hachtel

## F
- Falkenweg
- Fanny-Hensel-Weg

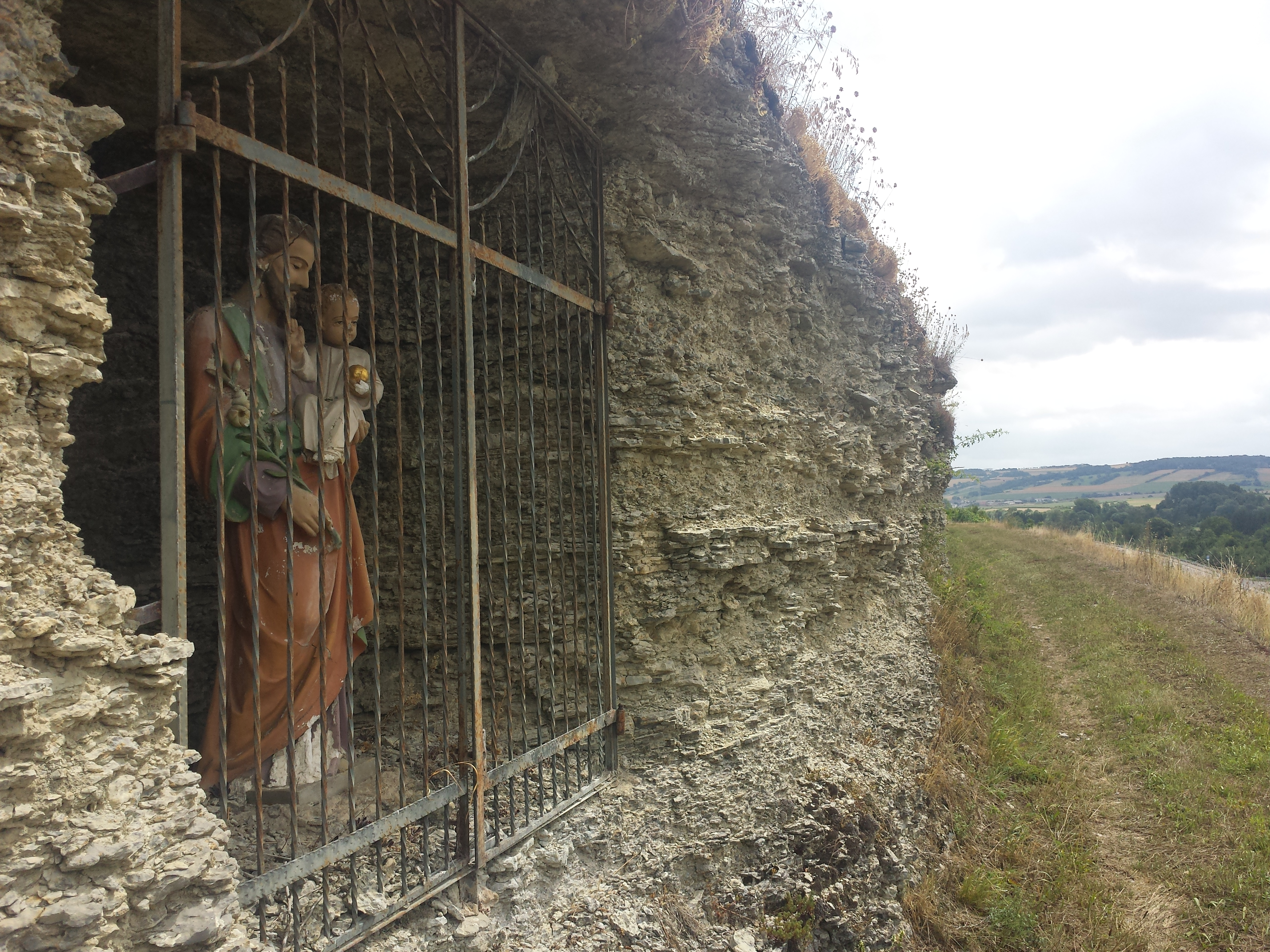
Ein Abschnitt des Jakobsweges Main-Taubertal am Felsenweg

- Felsenweg – im Stadtteil Markelsheim
- Finkenweg
- Flürlesweg
- Flurweg – im Stadtteil Markelsheim
- Forchenweg – im Stadtteil Althausen
- Forstmeister-Prinz-Weg
- Frankenstraße
- Franz-Josef-Roth-Straße
- Frauenberg
- Friedenstraße
- Friedhofstraße
- Friedrich-Ebert-Straße
- Friedrich-Milla-Straße – im Stadtteil Markelsheim
- Frommengasse
- Frongasse – im Stadtteil Edelfingen
- Fröschberg – im Stadtteil Wachbach
- Frühlingstraße – im Stadtteil Apfelbach
- Fuchspfad – im Stadtteil Wachbach
- Fuefuki-Straße
- Fuhrstraße – im Stadtteil Rot
- Funkengasse
- Fusilierweg

## G

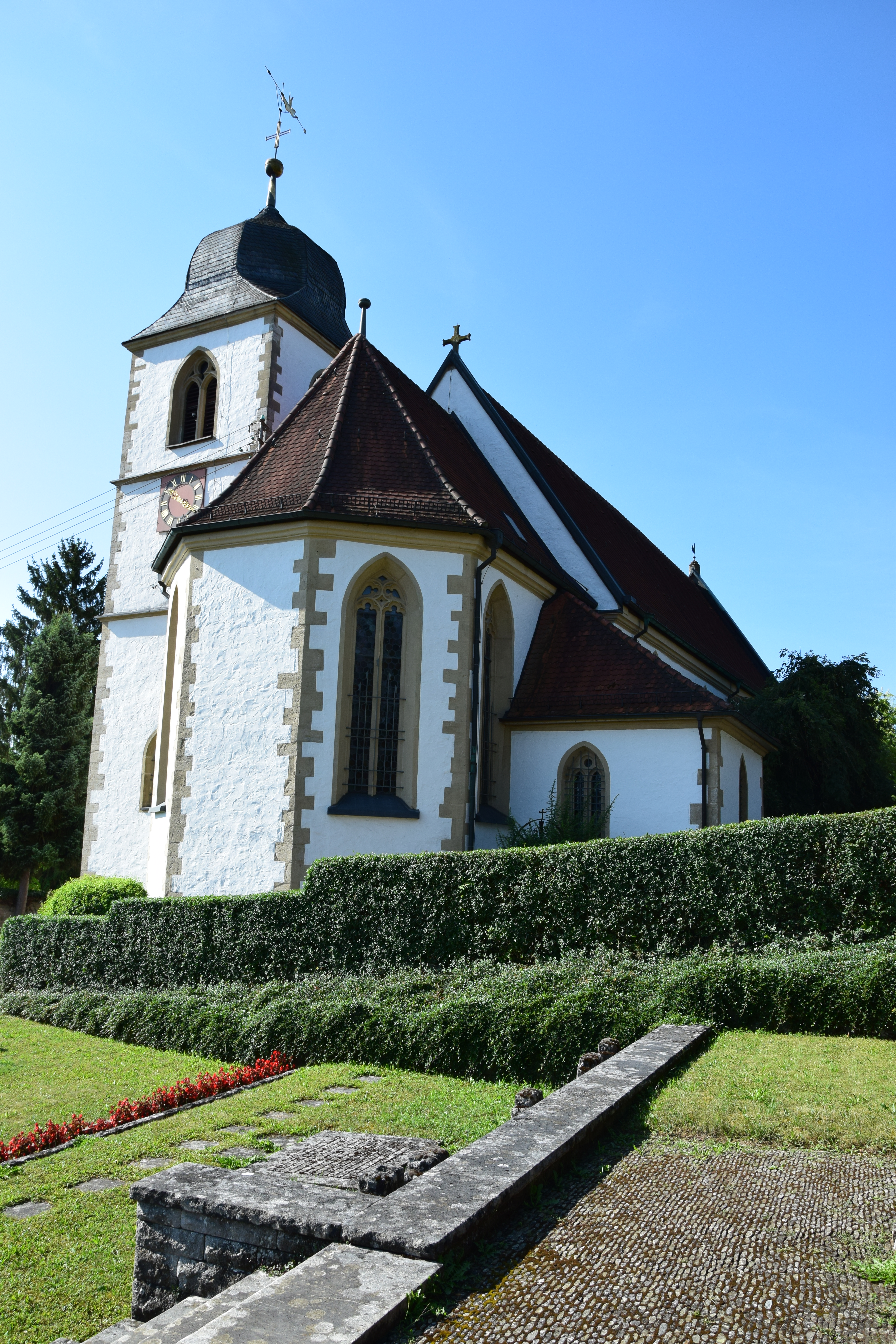
Mariä Krönung Stuppach, Grünewaldstraße 30

- Gänsmarkt – von 1939 bis 1945 Platz der SA
- Gartenstraße – im Stadtteil Wachbach
- Gartenweg
- Gäßle – im Stadtteil Althausen
- Gässlesweg
- Gäulgraben – im Stadtteil Edelfingen
- Geißberg – im Stadtteil Hachtel
- Gerberring – im Stadtteil Edelfingen
- Geschwister-Scholl-Weg
- Gipshaldenweg
- Glockenturmstraße – im Stadtteil Markelsheim
- Goethestraße
- Goldbachstraße – im Stadtteil Rengershausen
- Goldberg – im Stadtteil Wachbach
- Graf-Taube-Straße – im Stadtteil Löffelstelzen
- Greutsteige – in der Kleinsiedlung Lillstadt
- Grünewaldstraße – im Stadtteil Stuppach, aufgrund der von Matthias Grünewald um 1515 geschaffenen Stuppacher Madonna, einem bedeutenden Marienbildnis  in einer Kapelle der Pfarrkirche Mariä Krönung
- Gunzengraben – im Stadtteil Markelsheim

## H
- Hachteler Weg – im Stadtteil Stuppach, in Richtung des Stadtteils Hachtel
- Häckerstraße – am Wohnplatz Dörtel
- Hagenweg – im Stadtteil Löffelstelzen
- Hainbuchenweg
- Haldensteige – im Stadtteil Hachtel
- Häldenweg – im Stadtteil Neunkirchen
- Haldenweg
- Hallenstraße – im Stadtteil Rot
- Hans-Heinrich-Ehrler-Platz – Im Haus ganz rechts am einstigen Oberen Markt wurde Hans Heinrich Ehrler geboren. Nach ihm wurde der Platz 1952 umbenannt. Von 1938 bis 1945 Großdeutscher Platz zur Erinnerung an den Anschluss Österreichs.
- Hans-Konrad-Geyer-Platz – im Stadtteil Neunkirchen
- Hardweg – im Stadtteil Dainbach
- Härterichstraße
- Häslesweg
- Hauffstraße
- Hauptstraße – im Stadtteil Markelsheim, auch als K 2888, in der Markelsheimer Ortsmitte teilt sich die Hauptstraße in die Apfelbacher Straße (weiterhin auch als K 2888) und in die Rüsselhäuser Straße (auch als K 2852)
- Heerstraße – im Stadtteil Hachtel
- Heideweg – im Stadtteil Althausen
- Heinrich-von-Hohenlohe-Straße
- Hekselweg – im Stadtteil Apfelbach
- Helene-Weber-Weg
- Helene-Wunderlich-Straße – im Stadtteil Markelsheim
- Herbsthäuser Straße – im Stadtteil Apfelbach, in Richtung des Stadtteils Herbsthausen, nach dem Ortsausgang als K 2851
- Herderstraße
- Hermann-Fechenbach-Straße
- Hermann-Mittnacht-Straße
- Heroldstraße – im Stadtteil Dainbach
- Herrenmühlstraße
- Herrensteige
- Herrenwiesenstraße
- Herrenzimmerner Straße – am Wohnplatz Schönbühl, in Richtung des Niederstettener Stadtteils Herrenzimmern
- Herzog-Paul-Straße
- Hinter der Kirche – im Stadtteil Althausen, hinter der Jakobuskirche
- Hinteres Gäßle – im Stadtteil Neunkirchen
- Hofäckerstraße – im Stadtteil Neunkirchen
- Hofstraße – im Stadtteil Edelfingen
- Hohe Straße – im Stadtteil Löffelstelzen
- Hoher Weg
- Höhestraße – im Stadtteil Herbsthausen
- Hohlensteinstraße – im Stadtteil Markelsheim
- Hölderlinstraße
- Hollenbacher Straße – im Stadtteil Rot, in Richtung des Mulfinger Ortsteils Hollenbach im Hohenlohekreis
- Holzapfelgasse
- Hopfensteige – in der Kleinsiedlung Lustbronn
- Hühnerwegle

## I
- Igersheimer Straße
- Im Brunnental – im Stadtteil Althausen
- Im Höfle – im Stadtteil Markelsheim
- Im Kirchweinberg – im Stadtteil Stuppach
- Im Leimental – im Stadtteil Althausen
- Im Sommerrain – im Stadtteil Apfelbach
- Im Ursprung – im Stadtteil Wachbach
- Im Wasen – im Stadtteil Edelfingen
- Im Wiesengrund
- Im Wolfental – im Stadtteil Neunkirchen
- In den Mühläckern – im Stadtteil Althausen
- In den Torgärten – im Stadtteil Wachbach
- In der Waag – im Stadtteil Edelfingen
- Isawa-Straße

## J
- Jahnstraße – im Stadtteil Markelsheim
- Johann-Adam-Ehrlich-Straße – im Stadtteil Wachbach
- Johann-Friedrich-Mayer-Straße – im Stadtteil Herbsthausen
- Johann-Hammer-Straße
- Johann-Stahl-Straße – im Stadtteil Althausen
- Johann-Vogler-Straße – im Stadtteil Löffelstelzen
- Johanniterhof
- Josef-Michel-Straße – im Stadtteil Markelsheim
- Josef-Pickel-Straße – im Stadtteil Markelsheim
- Josef-Weiß-Straße – im Stadtteil Löffelstelzen
- Joseph-Eckard-Straße – im Stadtteil Markelsheim
- Junkerweg – im Stadtteil Neunkirchen

## K

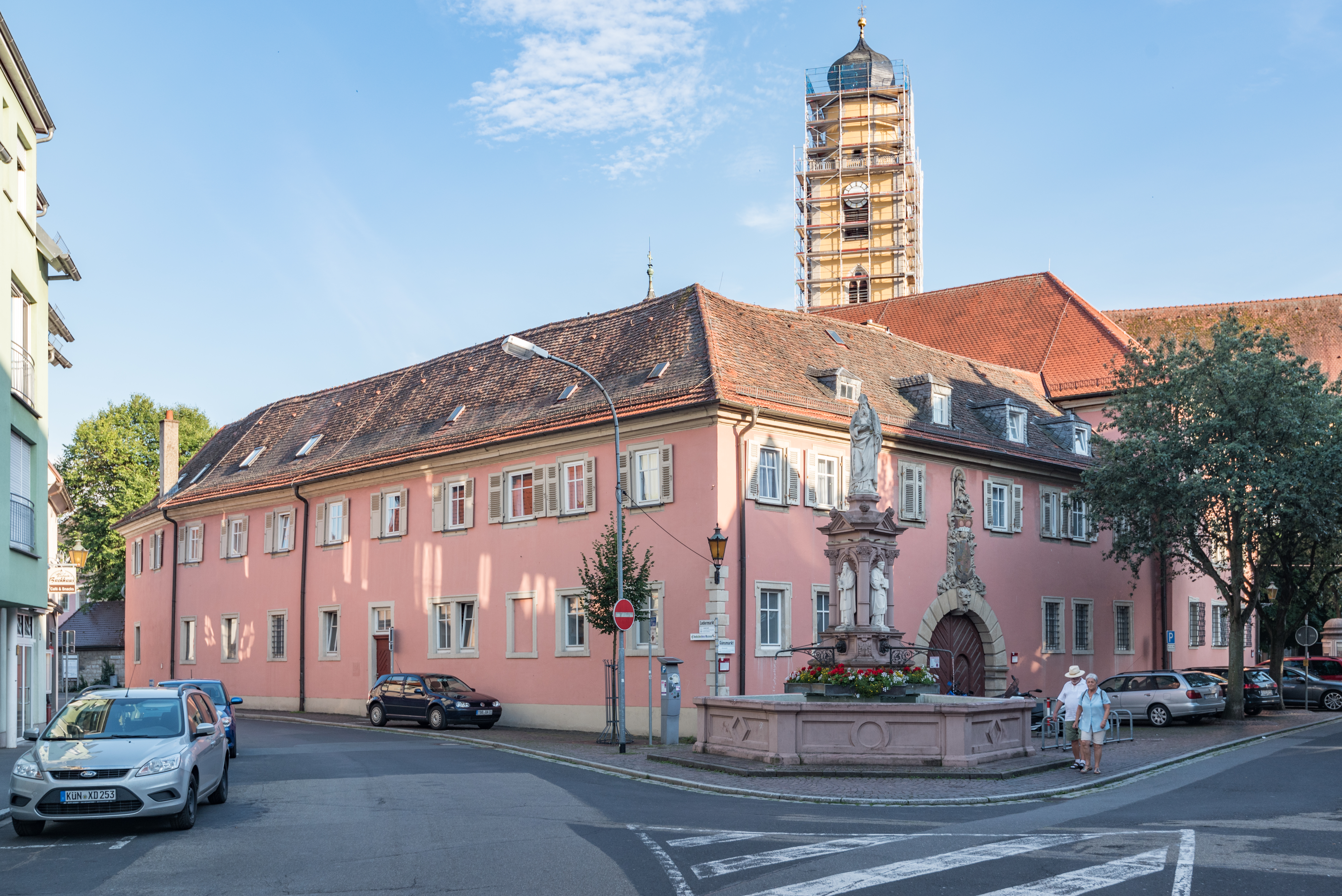
Hospital und Hospitalkirche, Kirchstraße 4

- K 2845 – in Hachtel
- K 2846 – in Lillstadt
- K 2851 – in Apfelbach und Herbsthausen
- K 2852 – in Markelsheim
- K 2887 – in Wachbach, Dörtel, Rot und Herbsthausen
- K 2888 – in Markelsheim und Apfelbach
- K 2889 – in Markelsheim
- Kaiserstraße
- Kalkofenweg – im Stadtteil Dainbach
- Kannenstraße – im Stadtteil Dainbach, davor und danach als L 579
- Kantstraße
- Kapellenstraße – im Stadtteil Apfelbach
- Kapuzinerstraße
- Karlsbad
- Katzenbergweg
- Kelterweg – im Stadtteil Markelsheim
- Keplerstraße
- Kernerstraße
- Ketterberg
- Ketterburgweg
- Ketterwaldstraße – im Stadtteil Löffelstelzen
- Kindergartenweg – im Stadtteil Hachtel
- Kirchbergstraße – im Stadtteil Neunkirchen
- Kirchenweg – im Stadtteil Althausen, an der Jakobuskirche
- Kirchgängle – im Stadtteil Markelsheim, in Richtung der Kirche St. Kilian
- Kirchstraße
- Kirschenweg – im Stadtteil Hachtel
- Kirschweg – im Stadtteil Herbsthausen, von der B 290 abzweigend, fortgesetzt als Apfeltalstraße, nach dem Ortsausgang als K 2851 in Richtung des Stadtteils Apfelbach
- Kitzlesweg – im Stadtteil Markelsheim
- Klausenstraße – im Stadtteil Markelsheim
- Kleine Gasse – im Stadtteil Edelfingen
- Kleine Weingasse – im Stadtteil Markelsheim
- Klingenweg – im Stadtteil Stuppach
- Klostersteige – im Stadtteil Markelsheim
- Knockstraße – im Stadtteil Markelsheim
- Kohlbergstraße – im Stadtteil Apfelbach
- Kohlplattenweg
- Kolbrain
- Kolbstraße
- Kolpingstraße
- Königsberger Straße
- Konrad-Adenauer-Straße
- Konrad-Seifriz-Straße – im Stadtteil Markelsheim
- Kopernikusstraße
- Krametsgäßle
- Krautheimer Straße – in der Kleinsiedlung Lustbronn, in Richtung der Stadt Krautheim im Hohenlohekreis
- Kreuzstraße – im Stadtteil Rot
- Krumme Gasse
- Kurzstraße – am Wohnplatz Schönbühl

## L
- L 514 – in Lustbronn, Althausen, Neunkirchen und Bad Mergentheim
- L 2248 – in Bad Mergentheim
- Laibacher Weg – im Stadtteil Rengershausen, in Richtung des Dörzbacher Ortsteils Laibach im Hohenlohekreis
- Lange Hecke – im Stadtteil Löffelstelzen
- Lange Schnath
- Lange Steige – im Stadtteil Edelfingen
- Lange Straße – im Stadtteil Löffelstelzen
- Lange Wiese – im Stadtteil Rot
- Ledermarkt
- Lehmgrubenweg – im Stadtteil Edelfingen
- Leichtenstraße – im Stadtteil Markelsheim
- Lenaustraße
- Lerchenweg
- Lillstadter Steige – im Stadtteil Wachbach, in Richtung der Kleinsiedlung Lillstadt
- Lindenplatz – im Stadtteil Dainbach
- Lindenstraße – im Stadtteil Stuppach
- Linker Römerstallweg – im Stadtteil Althausen am Römerstallberg (siehe auch Mittlerer und Rechter Römerstallweg)
- Löffelstelzer Straße
- Lorenz-Fries-Straße
- Lothar-Daiker-Straße
- Louise-Schroeder-Weg
- Lustbronner Straße

## M
- Marie-Elisabeth-Lüders-Straße
- Marienburger Straße
- Marienstraße

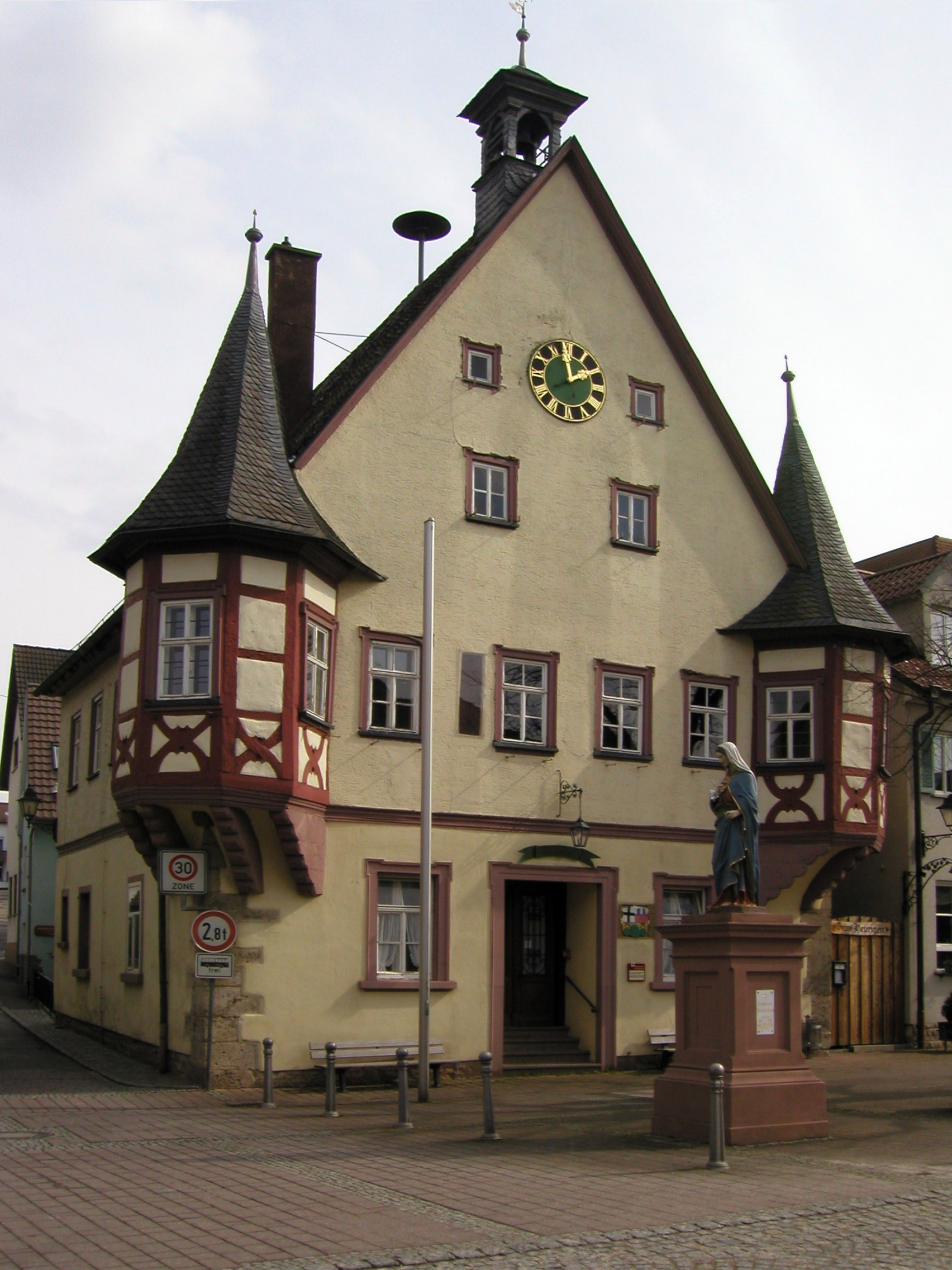
Rathaus Markelsheim, Marktplatz

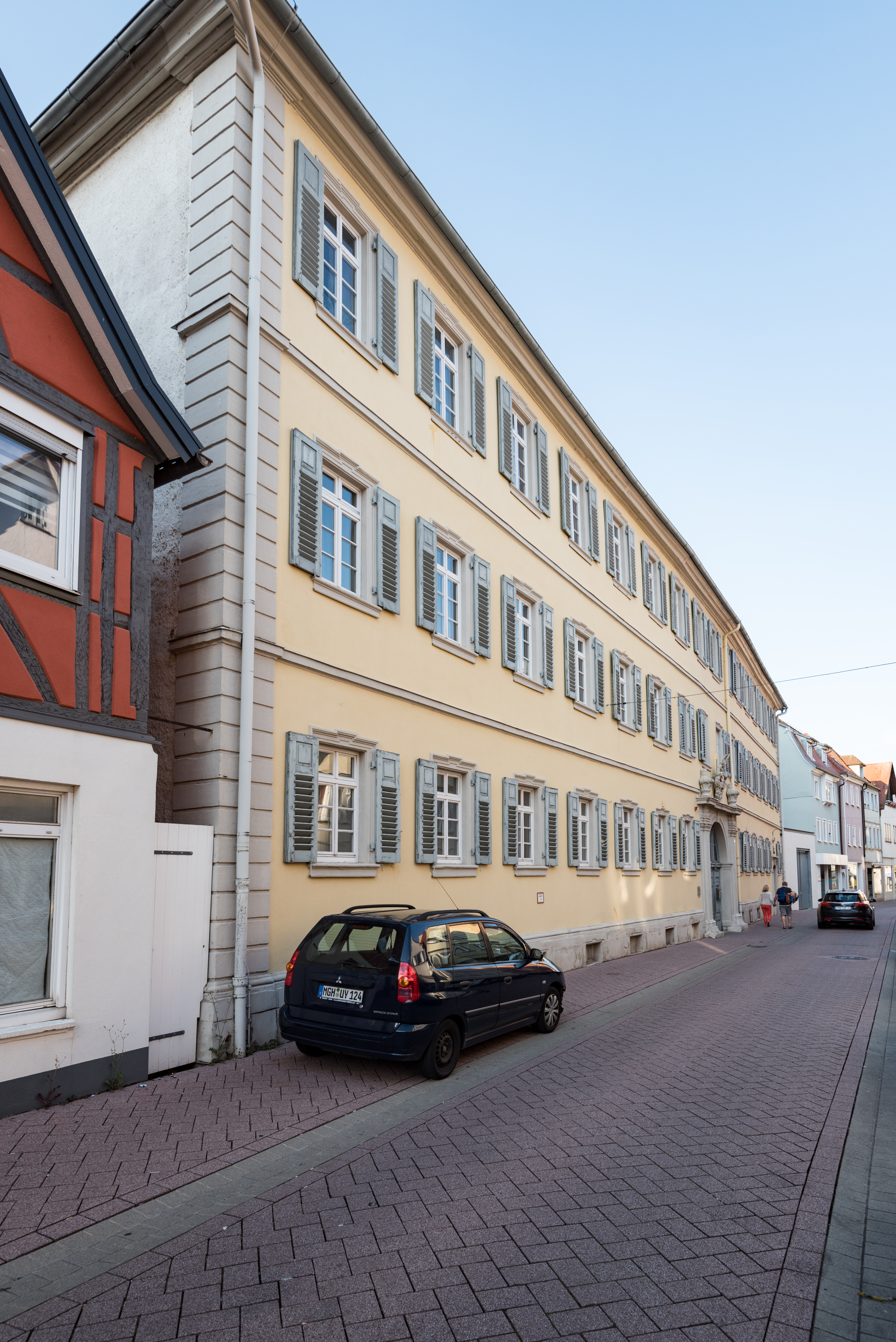
Ehem. Schöntaler Probsthof St. Bernhard, Mühlwehrstraße 12

- Markelsheimer Straße – im Stadtteil Apfelbach, in Richtung des Stadtteils Markelsheim, nach dem Ortsausgang als K 2888
- Marktplatz
- Maurus-Weber-Straße
- Max-Eyth-Straße
- Max-Planck-Straße
- Maximilianstraße
- Meisenweg
- Michael-Ruck-Straße – im Stadtteil Althausen
- Milchlingstraße – benannt nach Wolfgang Schutzbar genannt Milchling (Hochmeister). Von 1935 bis 1945 Schlageter-Straße, benannt nach Albert Leo Schlageter.
- Mittlere Au
- Mittlere Straße – im Stadtteil Edelfingen
- Mittlerer Graben
- Mittlerer Römerstallweg – im Stadtteil Althausen am Römerstallberg (siehe auch Linker und Rechter Römerstallweg)
- Mönchsberg – im Stadtteil Markelsheim am gleichnamigen Mönchsberg
- Mörikestraße
- Mozartstraße
- Mühläcker – im Stadtteil Althausen
- Mühlweg – im Stadtteil Althausen
- Mühlwehrstraße
- Müllersäckerweg – im Stadtteil Löffelstelzen
- Münzgasse

## N
- Narzissenweg
- Nelkenweg
- Nellenburgstraße
- Neubergweg – im Stadtteil Markelsheim
- Neue Lindenstraße – im Stadtteil Edelfingen
- Neue Steige – im Stadtteil Stuppach
- Neugreutweg
- Neunkircher Straße – von Bad Mergentheimer Gemarkung bis in den Ortseingang des Stadtteils Neunkirchen
- Nonnengasse
- Nonnenstraße – im Stadtteil Markelsheim
- Nussrainweg

## O
- Obere Arkauhalde
- Obere Mauergasse
- Obere Wart
- Oberer Birkachweg
- Oberer Graben
- Oberer Wall – im Stadtteil Markelsheim (siehe auch: Unterer Wall)
- Oberer Wasen – im Stadtteil Markelsheim (siehe auch: Unterer Wasen)
- Ochsengasse
- Ölbergstraße – im Stadtteil Rot
- Oskar-Weitbrecht-Weg
- Ostertalweg – im Stadtteil Edelfingen
- Otolfstraße – im Stadtteil Edelfingen
- Ottmar-Mergenthaler-Straße – Im Stadtteil Hachtel, benannt nach dem aus dem Ort stammenden Ottmar Mergenthaler (1854–1899). Mergenthaler erfand im Jahre 1886 die „Linotype-Setzmaschine“, die erste brauchbare Maschine zum Setzen und Gießen von Schriftzeilen. Dem Erfinder zu Ehren wurde in Hachtel eine Gedenkstätte eingerichtet, die alles rund um diese Setztechnik dokumentiert.
- Ottmar-Schönhuth-Straße – im Stadtteil Wachbach
- Otto-Hahn-Straße
- Otzendorfer Straße – im Stadtteil Rot

## P
- Panoramastraße – im Stadtteil Neunkirchen
- Panoramaweg
- Paul-Schwarz-Straße – im Stadtteil Wachbach
- Paul-Seitz-Weg
- Pestalozziweg
- Pfaffentor – im Stadtteil Althausen
- Pfarrgang
- Pfarrweg – im Stadtteil Löffelstelzen
- Pförtlesweg – im Stadtteil Edelfingen
- Poststraße
- Probstberg – im Stadtteil Markelsheim
- Propsteistraße

## Q
- Quellenstraße – am Wohnplatz Dörtel

## R

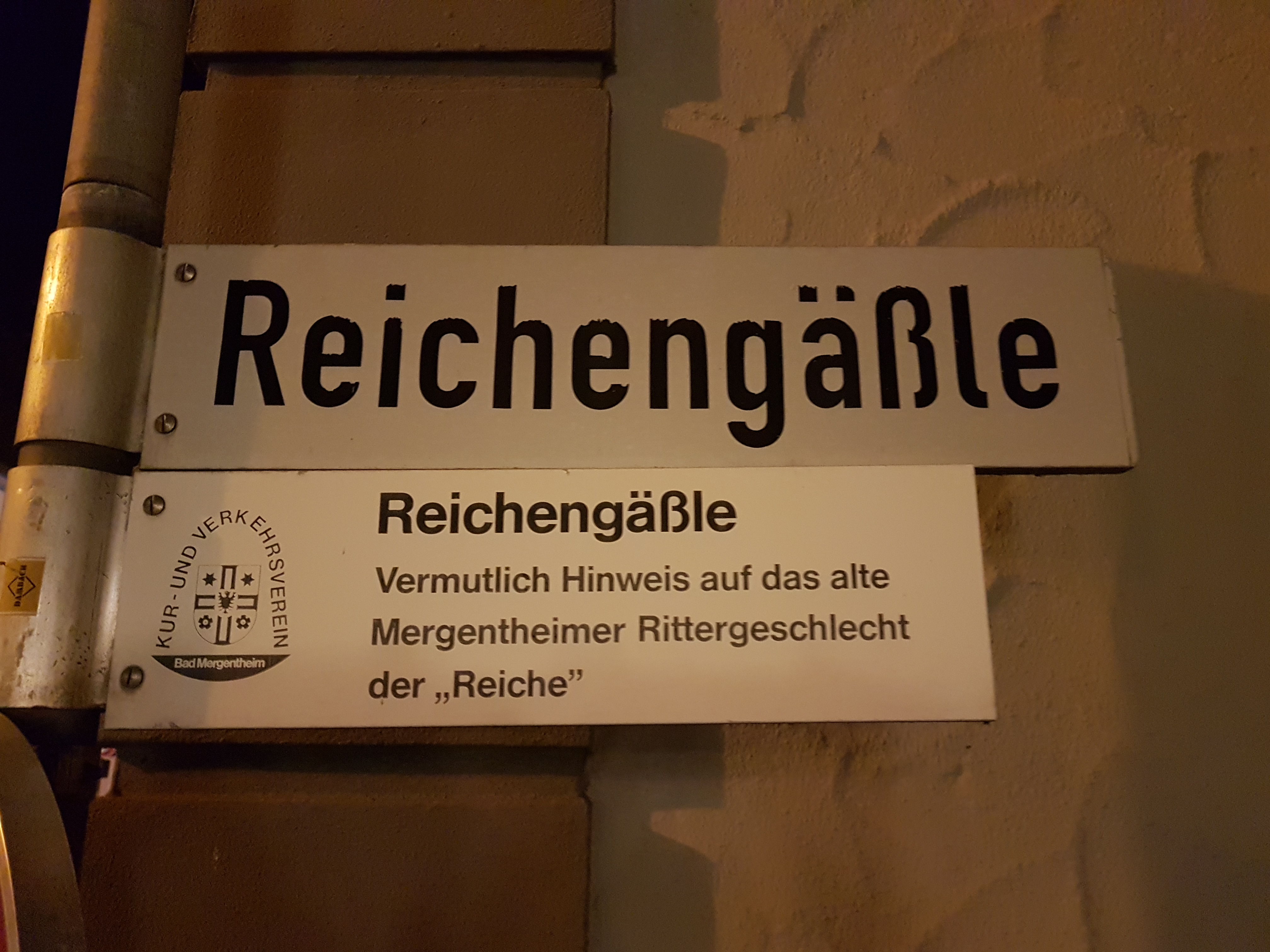
Straßenschild am Reichengäßle

- Raiffeisenstraße – im Stadtteil Althausen
- Rain – im Stadtteil Markelsheim
- Rainbergweg – im Stadtteil Markelsheim
- Rammelgäßle
- Rathausgasse – im Stadtteil Markelsheim
- Ratsstraße – im Stadtteil Edelfingen
- Rechter Römerstallweg – im Stadtteil Althausen am Römerstallberg (siehe auch Linker und Mittlerer Römerstallweg)
- Reformstraße – im Stadtteil Hachtel, als Durchgangsstraße, davor und danach als K 2845
- Reichengäßle – vermutlich ein Hinweis auf das alte Mergentheimer Rittergeschlecht der „Reiche“.
- Reinhold-Würth-Straße
- Reisfelder Weg – im Stadtteil Löffelstelzen, in Richtung des Igersheimer Weilers Reisfeld
- Reitmaierstraße – im Stadtteil Löffelstelzen
- Rengershäuser Straße – im Stadtteil Stuppach, als Durchgangsstraße in Richtung des Stadtteils Rengershausen, davor und danach als B 19
- Resedenweg
- Ried
- Riedstraße
- Rigaer Straße
- Ringstraße – im Stadtteil Herbsthausen
- Ritterplatz – im Stadtteil Wachbach
- Roggenbergstraße – im Stadtteil Markelsheim
- Römerstraße – im Stadtteil Althausen
- Rosensteige – im Stadtteil Hachtel
- Rosenweg
- Roter Straße – im Stadtteil Herbsthausen, in Richtung des Stadtteils Rot
- Rotkreuzstraße
- Rüsselhäuser Straße – im Stadtteil Markelsheim, in Richtung des Niederstettener Stadtteils Rüsselhausen, nach dem Markelsheimer Ortsausgang als K 2852

## S
- Saarbrückener Straße

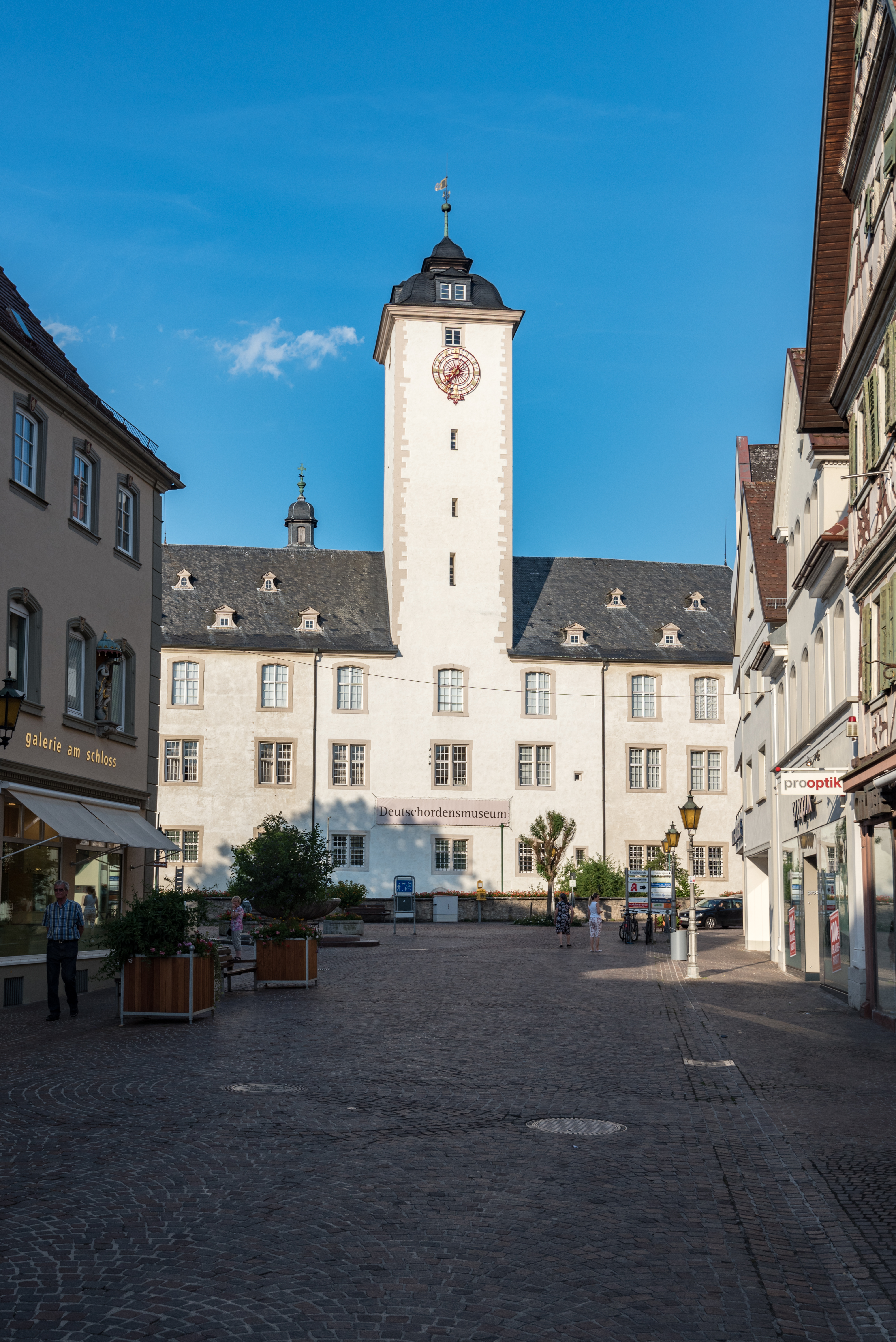
Deutschordensschloss Mergentheim,
Schloss 1, 2, 3, 4, 5, 6, 15, 16

- Sailbergweg – im Stadtteil Apfelbach
- Sandstraße
- Sankt-Gumbert-Straße – im Stadtteil Apfelbach, an der Kirche St. Gumbert
- Sankt-Ingberter-Straße
- Sankt-Kilian-Straße – im Stadtteil Markelsheim, an der Kirche St. Kilian
- Sankt-Nepomuk-Straße – im Stadtteil Markelsheim
- Sankt-Rochus-Straße
- Sankt-Urban-Straße – im Stadtteil Markelsheim
- Sauhofsweg
- Schafäckerweg – im Stadtteil Löffelstelzen
- Schäfer-Gehrig-Weg
- Schafhof
- Schafsteige – im Stadtteil Wachbach
- Schaufelsteige – im Stadtteil Wachbach
- Scheuerntorstraße – im Stadtteil Markelsheim
- Scheuernweg – im Stadtteil Markelsheim
- Schillerstraße
- Schirgensteige – im Stadtteil Markelsheim
- Schloß
- Schloßgartenstraße – von 1935 bis 1945 Hans-Schemm-Straße, benannt nach Hans Schemm
- Schmale Gasse – im Stadtteil Wachbach
- Schönblickstraße – im Stadtteil Neunkirchen
- Schönbornstraße – im Stadtteil Löffelstelzen
- Schönbühler Weg – im Stadtteil Herbsthausen, in Richtung der Kleinsiedlung Schönbühl
- Schorrenweg
- Schrännlesweg – im Stadtteil Edelfingen
- Schulberg – im Stadtteil Markelsheim
- Schulgasse
- Schulstraße – im Stadtteil Rengershausen
- Schützensteige – im Stadtteil Wachbach
- Schwabstraße
- Schwanenweg
- Schweigerner Weg – im Stadtteil Dainbach, in Richtung des Boxberger Stadtteils Schweigern
- Schwennengasse – im Stadtteil Markelsheim
- Schwimmbadstraße – im Stadtteil Althausen, am Freibad Althausen
- Seegartenstraße
- Seestraße – im Stadtteil Rot, in Richtung eines kleinen Sees
- Siebenwindenweg
- Sommerberg – im Stadtteil Markelsheim
- Sonnenhalde – im Stadtteil Wachbach
- Sonnenrain – im Stadtteil Edelfingen
- Spielweg – im Stadtteil Hachtel
- Stadionstraße
- Ste.-Marie-du-Mont-Straße – im Stadtteil Edelfingen
- Steinbronnenstraße – im Stadtteil Edelfingen
- Steinertsweg – im Stadtteil Löffelstelzen
- Steinstraße
- Stifterstraße
- Stuppacher Straße – im Stadtteil Neunkirchen, in Richtung des Stadtteils Stuppach
- Sudetenstraße – nach der Vertreibung der Deutschen aus der Tschechoslowakei ließen sich zahlreiche sudetendeutsche Familien in der Region nieder

## T
- Tal – im Stadtteil Markelsheim
- Talblick – im Stadtteil Neunkirchen
- Tatschenweg – im Stadtteil Löffelstelzen
- Tauberbergstraße – im Stadtteil Markelsheim, benannt nach einer Erhebung am Rande des Taubertals; siehe auch die naturräumliche Haupteinheit Tauberberg (und deren Untergliederungseinheiten)
- Tauberschwarzstraße – im Stadtteil Markelsheim
- Tauberstraße – im Stadtteil Edelfingen, an der Tauber
- Tauberweg
- Theobaldstraße – im Stadtteil Edelfingen
- Theobaldsweg – im Stadtteil Edelfingen
- Theodor-Heuss-Straße
- Theodor-Klotzbücher-Straße
- Thomas-Schreiber-Weg
- Tilsiter Straße
- Törkelgasse – vermutlich Bezug nehmend auf eine Weinkelter, die „Torkel“[3]
- Torstraße – im Stadtteil Dainbach
- Trillberghalde
- Tulpenweg
- Türkelstraße – im Stadtteil Löffelstelzen
- Türkengasse

## U
- Uhlandstraße
- Uhlbachweg – im Stadtteil Rengershausen
- Untere Arkauhalde
- Untere Erle – im Stadtteil Wachbach
- Untere Mauergasse
- Untere Wart
- Unterer Graben
- Unterer Talweg – im Stadtteil Rengershausen
- Unterer Wall – im Stadtteil Markelsheim (siehe auch: Oberer Wall)
- Unterer Wasen – im Stadtteil Markelsheim (siehe auch: Oberer Wasen)
- Üttingshöfer Steige – im Stadtteil Althausen, in Richtung des Wohnplatzes Üttingshof

## V
- von-Berlichingen-Straße – im Stadtteil Neunkirchen, benannt nach Götz von Berlichingen
- von-Salza-Straße
- von-Wenkheim-Straße
- Vorderes Gäßle

## W
- Wachbacher Straße
- Wacholderweg
- Waisenstraße
- Waldsportpfad
- Waldstraße
- Wart
- Wartbergweg
- Wehrgasse – im Stadtteil Stuppach
- Weikersheimer Straße – im Stadtteil Markelsheim, in Richtung Weikersheim
- Weilerweg – in der Kleinsiedlung Lillstadt
- Weilerwiesen – in der Kleinsiedlung Lustbronn
- Weingasse – im Stadtteil Markelsheim
- Weinhalde – im Stadtteil Edelfingen, in unmittelbarer Nähe zum Naturschutzgebiet Ringelstaler-Weinhalde
- Weinsteige – früher Kettersteige, von 1935 bis 1945 Dietrich-Eckart-Weg nach Dietrich Eckart
- Wernherstraße – im Stadtteil Neunkirchen
- Wettgasse
- Wichernstraße
- Wiesentalweg – im Stadtteil Löffelstelzen
- Wilden – im Stadtteil Markelsheim

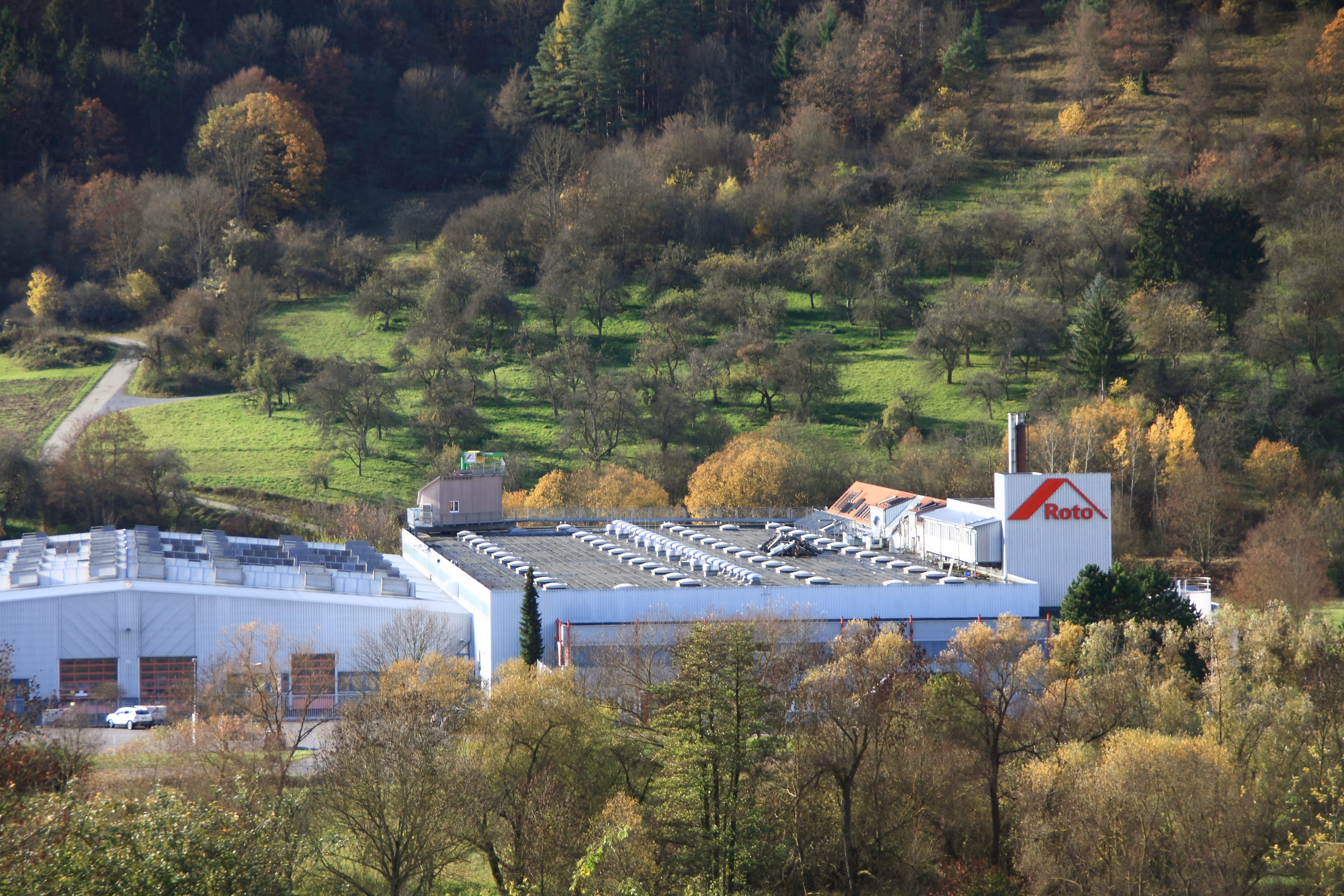
Roto Frank AG,
Wilhelm-Frank-Straße

- Wilhelm-Frank-Straße – von Edelfingen bis nach Bad Mergentheim, Ortsverbindungsweg, an der Straße liegt unter anderem ein Werk des Unternehmens Roto Frank, das im Jahre 1935 von Wilhelm Frank gegründet wurde
- Willingertal-Sträßle
- Willingertalsträßchen
- Winterrainstraße – im Stadtteil Markelsheim
- Wittmannstraße – am Wohnplatz Dörtel
- Wolfentalblick – im Stadtteil Neunkirchen
- Wolfgangstraße
- Wolfsschlucht
- Würzburger Straße

## Z
- Zaisenmühlstraße
- Zehntstraße – im Stadtteil Rot
- Zeppelinstraße
- Zum Bandhaus – im Stadtteil Edelfingen
- Zum Dorfweinberg – im Stadtteil Althausen
- Zum Grund – im Stadtteil Edelfingen
- Zum Hühnerbühl – im Stadtteil Edelfingen
- Zum Käppele – im Stadtteil Neunkirchen
- Zum Mühlbach
- Zum Tal – im Stadtteil Hachtel
- Zum Wald – im Stadtteil Neunkirchen
- Zum Zimmerplatz – im Stadtteil Althausen
- Zur Heide – im Stadtteil Apfelbach
- Zur Mühle – im Stadtteil Neunkirchen
- Zur Riehleeiche
- Zweigeltstraße – im Stadtteil Markelsheim
- Zwischen den Bächen

## Historische Straßennamen
A
- Adolf-Hitler-Platz – Von 1933 bis 1945 nach Adolf Hitler benannt. Heute: Bahnhofplatz.

D
- Dietrich-Eckart-Weg – Von 1935 bis 1945 nach Dietrich Eckart benannt. Früher auch Kettersteige. Heute: Weinsteige.

G
- Großdeutscher Platz – Von 1938 bis 1945 Großdeutscher Platz zur damaligen Erinnerung an den Anschluss Österreichs. Heute: Hans-Heinrich-Ehrler-Platz.

H
- Hans-Schemm-Straße – Von 1935 bis 1945 nach Hans Schemm benannt. Heute: Schloßgartenstraße.
- Horst-Wessel-Weg – Von 1934 bis 1945 nach Horst Wessel benannt. Heute: Badweg.

K
- Kettersteige – Heute: Weinsteige.

O
- Oberer Markt – Im Haus ganz rechts am einstigen Oberen Markt wurde Hans Heinrich Ehrler geboren. Nach ihm wurde der Platz 1952 umbenannt. Heute: Hans-Heinrich-Ehrler-Platz[4]

P
- Platz der SA – Von 1939 bis 1945 nach der Sturmabteilung (SA) benannt. Heute: Gänsmarkt.

S
- Schlageter-Straße – Von 1935 bis 1945 nach Albert Leo Schlageter benannt. Heute: Milchlingstraße.

## Rad- und Wanderwege
- Jakobsweg Main-Taubertal
  - Etappe 6: Lauda – Bad Mergentheim – Markelsheim[5]
  - Etappe 7: Markelsheim – Niederstetten[5]
- Panoramaweg Taubertal
  - Etappe 2: Creglingen – Bad Mergentheim[6]
  - Etappe 3: Bad Mergentheim – Tauberbischofsheim[6]
- Taubertalradweg